# 大湾古建筑群
22°49′15″N 111°38′38″E / 22.82083°N 111.64389°E
大湾古建筑群位于中国广东省郁南县大湾镇，2002年被列为广东省文物保护单位，其中14座在2013年被列为第七批全国重点文物保护单位。
| 名称       | 地址           | 年代                   | 图片 | 简介 |
| ---------- | -------------- | ---------------------- | ---- | --- |
| 象翁李公祠 | 五星村委沙头村 | 清朝光绪22年（1896年） |      | 坐东南向西北，广三路，深三进，有二个天井，占地面积750平方米，总面宽10.25米；总进深32.70米，建筑面积335平方米。 |
| 诚翁李公祠 | 五星村委东风村 | 清朝末期               |      | 坐东南向西北。广三路，深二进，总面宽9.68米，总进深17.45米，建筑面积169平方米。                                 |
| 峻峰李公祠 | 五星村委沙头村 | 清朝宣统元年（1909年） |      | 坐东南向西北，广三路，深三进，面宽6.25米，进深32.7米，建筑面积204平方米。                                      |
| 芳裕家塾   | 五星村委东风村 | 清末                   |      | 坐东南向西北，广三路，深二进，总面宽9.75米，总进深8.40米，建筑面积151平方米。                                  |
| 禄村李公祠 | 五星村委沙头村 | 清代                   |      | 坐东南向西北，广三路，深三进，占地面积800多平方米，面宽12.35；进深30.50米，建筑面积376平方米。                 |
| 洁翁李公祠 | 五星村委沙头村 | 清代                   |      | 坐东南向西北，广三路，深一进，总面宽7.65米，总进深8.40米，建筑面积64平方米。                                   |
| 李氏大宗祠 | 前进村委前锋村 | 清朝咸丰六年（1856年） |      | 坐北向南，广三路，深三进，占地面积约1500平方米，总面宽17.80米，总进深33.25米，建筑面积592平方米。              |
| 锦村李公祠 | 五星村委四二村 | 清末                   |      | 坐西北向东南，广三路，深二进，总面宽10.10米，总进深20.45米，建筑面积206平方米。                                |
| 拔亭李公祠 | 五星村委四二村 | 清末                   |      | 坐西北向东南，广三路，深二进，总面宽10.13米，总进深20.45米，建筑面积207平方米。                                |
| 介村李公祠 | 五星村委四二村 | 清末                   |      | 坐西北向东南。广三路，深二进，总面宽9.85米，总进深20.30米，建筑面积200平方米。                                 |
| 正村李公祠 | 五星村委仓管村 | 清末                   |      | 坐南向北，广三路，深二进，总面宽11.10米，总进深16.80米，建筑面积186平方米。                                    |
| 学充李公祠 | 五星村委十亩村 | 清末                   |      | 坐东向西，广三路深二进，总面宽19.10，总进深18.30米，建筑面积350平方米。                                        |
| 祺波大屋   | 五星村委东风村 | 清光绪5年 （1879年）   |      | 坐东南向西北，广三路，深三进，总面宽15.88米，总进深29.85米，建筑面积474平方米。                                |
| 其昌栈大屋 | 五星村委四一村 | 民国9年（1920年）      |      | 坐西北向东南，广三路，深三进，总面宽28.85米，总进深39.55米，建筑面积1141平方米。                               |